# Am Lohberg (Wismar)

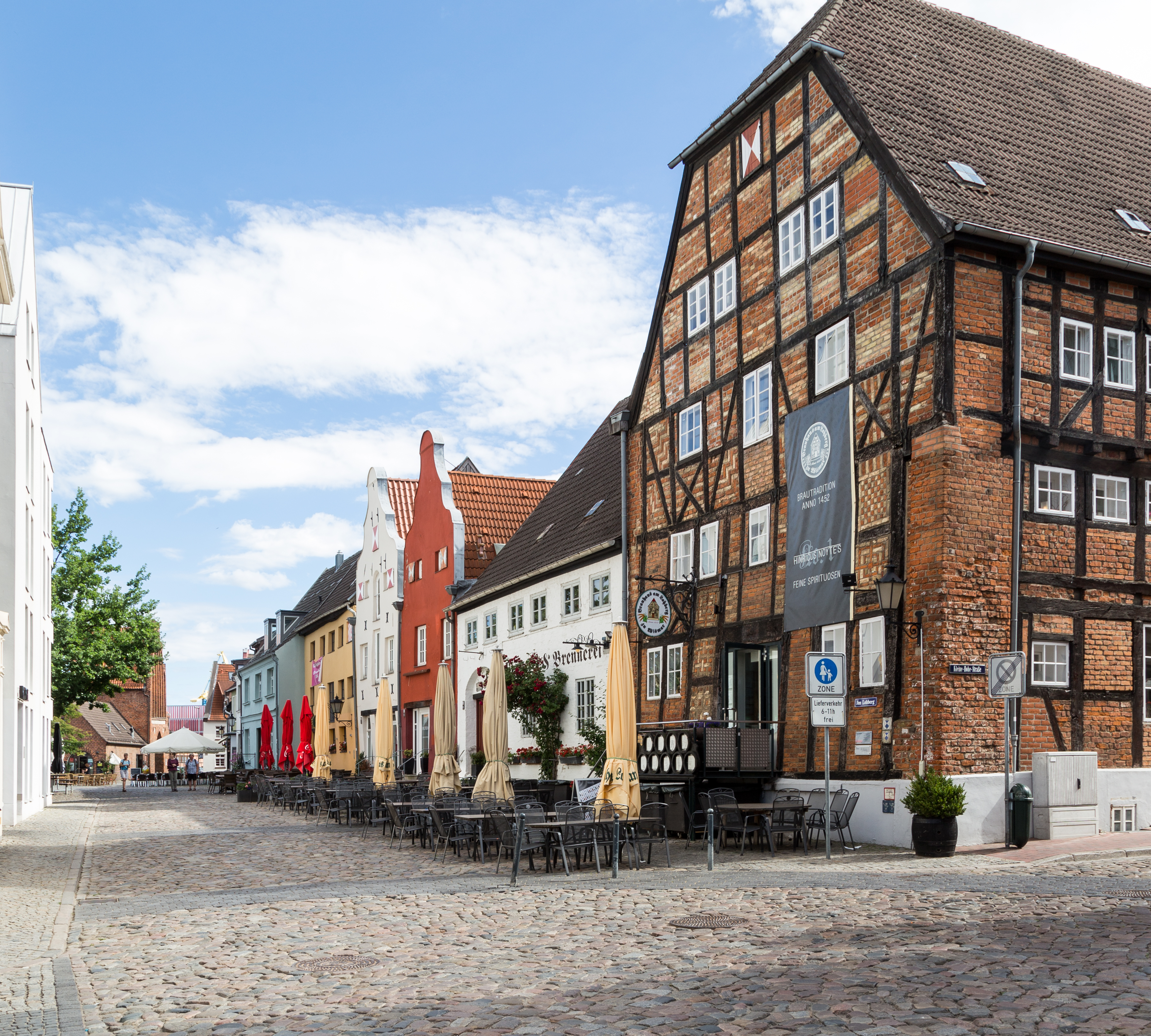
Straße mit Brauhaus und Brennerei

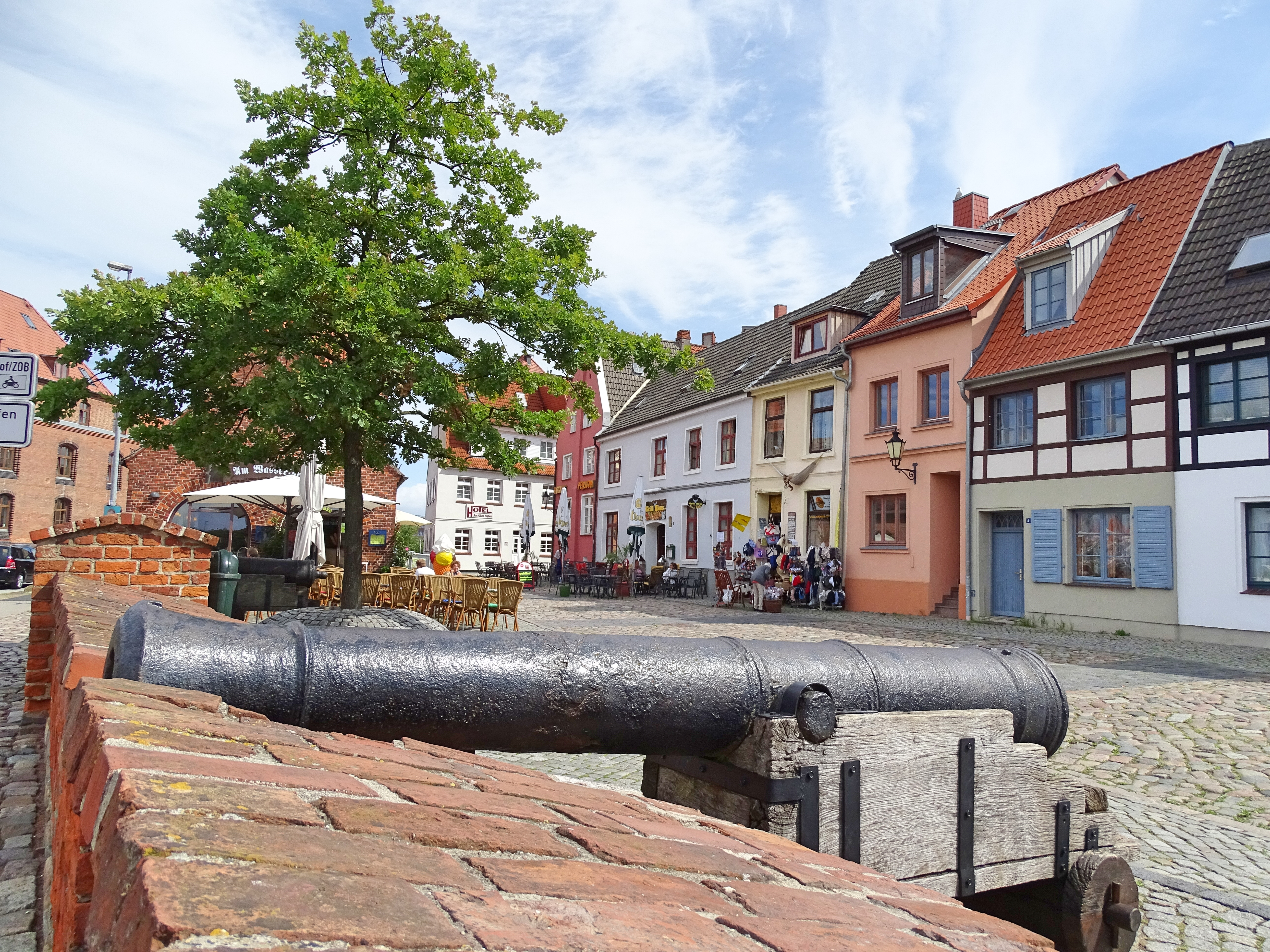
Reste der Stadtmauer mit zwei alten gegossenen Vorderladern auf Radlafetten

Die historische Straße Am Lohberg in Wismar liegt am Zentrum der Altstadt, die wie der Alte Hafen unter dem besonderen Schutz der UNESCO steht, nachdem Wismar 2002 in die Welterbeliste aufgenommen wurde.
Sie führt beim Wassertor in Nord-Süd-Richtung von den Straßen Am Hafen / Spiegelberg bis zu den Straßen Runde Grube und Kleine Hohe Straße.

## Nebenstraßen

Wismar zur Zeit der Hanse

Die Nebenstraßen und Anschlussstraßen wurden benannt als Am Hafen nach dem Hafen, Spiegelberg seit 1250/1275 benannt als Spegelberch oder mons speculi nach dem Spiegel und dem Berg, aber mit unklarer Bedeutung, Runde Grube seit 1653 nach dem runden Teilarm des regulierten Bachs der Grube und Kleine Hohe Straße als Unterscheidung zur Großen Hohe Straße (davor gemeinsam hoge strate) wegen des geringeren Straßengefälles.

## Geschichte

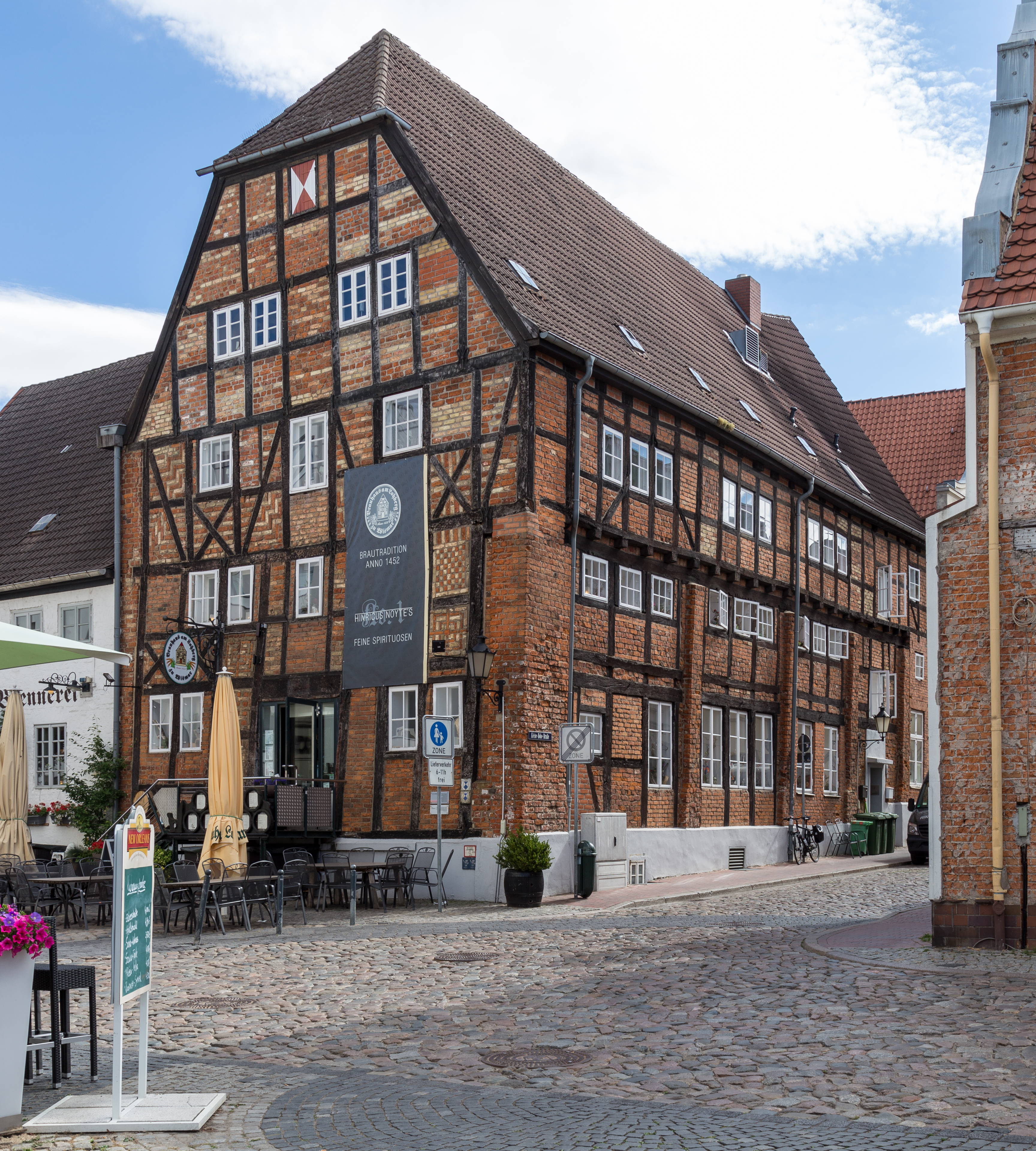
Brauhaus von 1452

### Name
Die Straße Am Lohberg mit der platzartigen Straßenausweitung hieß seit 1437 supra Loberge mit unklarer Bedeutung. Um 1680 wurde das Wassertor auch Hellepforte (helle für Abhang, der Volksmund machte daraus Höllenpforte) genannt und die Straße auch bei der helle-pforte.

### Entwicklung

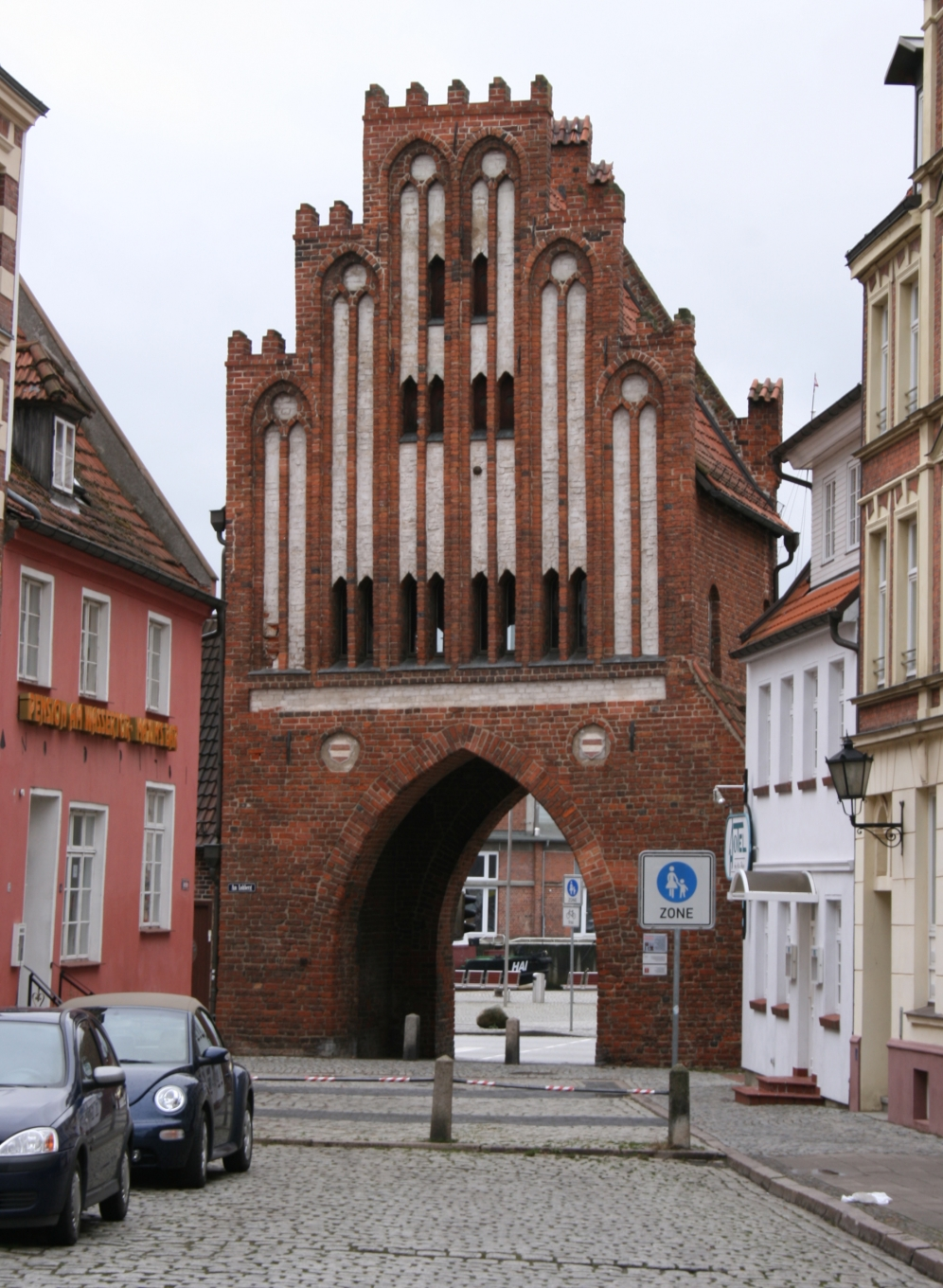
Wassertor von der Stadtseite

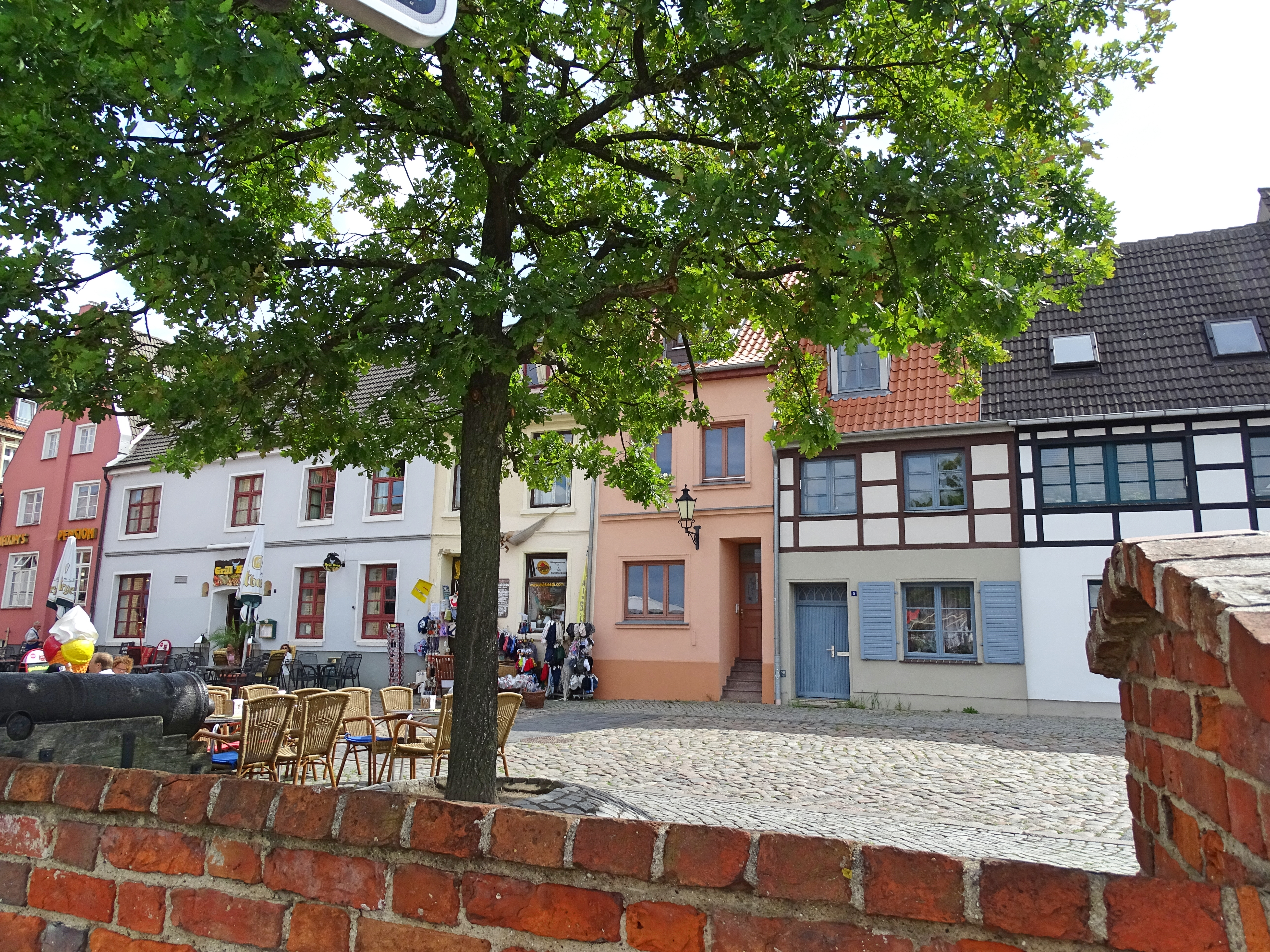
Hausnummern 1 bis 5

Wismar wurde im Mittelalter ein bedeutendes Mitglied der Hanse. Zwischen Markt, Altem Hafen und rund um die Hauptkirchen entwickelte sich die mittelalterliche Hansestadt und das Hafenviertel mit dem noch aktiven Brauhaus am Lohberg, den alten Lager- und Speichergebäuden.
Die sanierte Straße als platzartige Straßenausweitung am Hafen ist von städtebaulicher und großer touristischer Bedeutung. Mit Ausblick auf den Alten Hafen entstanden an der Fußgängerzone Restaurants, Cafés, Bars sowie Hotels und Ferienwohnungen.

## Gebäude, Anlagen (Auswahl)
An der Straße stehen zumeist zwei- und dreigeschossige Wohn- und auch Geschäftshäuser. Die gesamte Straße gehört zu dem in seinem äußeren Erscheinungsbild geschützten Denkmalbereich Altstadt der Hansestadt Wismar. Die mit (D) gekennzeichneten Häuser sind darüber hinaus in der Liste der Denkmale der Stadt Wismar verzeichnet.
- Spätgotisches Wassertor (Spiegelberg Nr. 68) aus Backstein von 1450 (D) mit Treppengiebel sowie Wappen auf der Feld- und Hafenseite; Rest der 1869/70 weitgehend abgerissenen Stadtbefestigung
- Spiegelberg Nr. 66: 2-gesch. Eckhaus (D) als Pension Am Wassertor
- Spiegelberg Nr. 69: Haus mit Eiscafé
- Nr. 1: 2-gesch. Wohn- und Geschäftshaus mit Restaurant
- Nr. 7: 3-gesch. Wohnhaus; früher Sitz des Wasserschutzpolizei-Reviers
- Nr. 8: 2-gesch. Giebelhaus (D) mit Eiscafé und Ferienwohnungen
- Nr. 9: 2-gesch. Wohn- und Geschäftshaus mit Segelmacherei und Ferienwohnungen
- Nr. 10: 3-gesch. klassizistisches Wohn- und Geschäftshaus von 1792 (D) mit Restaurant, Eiscafé und Bar
- Nr. 11: 3-gesch. Wohn- und Geschäftshaus (D) mit geschweiftem Giebel und rundem Abschluss sowie dekorativen Fensterläden
- Nr. 12: 3-gesch. Wohn- und Geschäftshaus (D) mit geschweiftem Giebel und rundem Abschluss, Bootsservice und Ferienwohnung
- Nr. 13: Wohnhaus mit Restaurant
- Nr. 14a: Fachwerkhaus (D)
- Kleine Hohe Straße Nr. 15: 3-gesch. ehemaliger Speicher und Brauhaus am Lohberg von 1452 (D) als Fachwerkhaus mit Krüppelwalmdach; mit Café und Gasthausbrauerei sowie Laden
- Runde Grube Nr. 3 / Am Lohberg Nr. 14: 3-gesch. Hotel mit Treppengiebel, Restaurant und 40 Zimmern
- Kleine Hohe Straße Nr. 24: 2-gesch. barockes Giebel- und Eckhaus von um 1385 und 1650 (D) mit geschweiftem Giebel und altem Wappen von Wismar, vielfach umgebaut und saniert

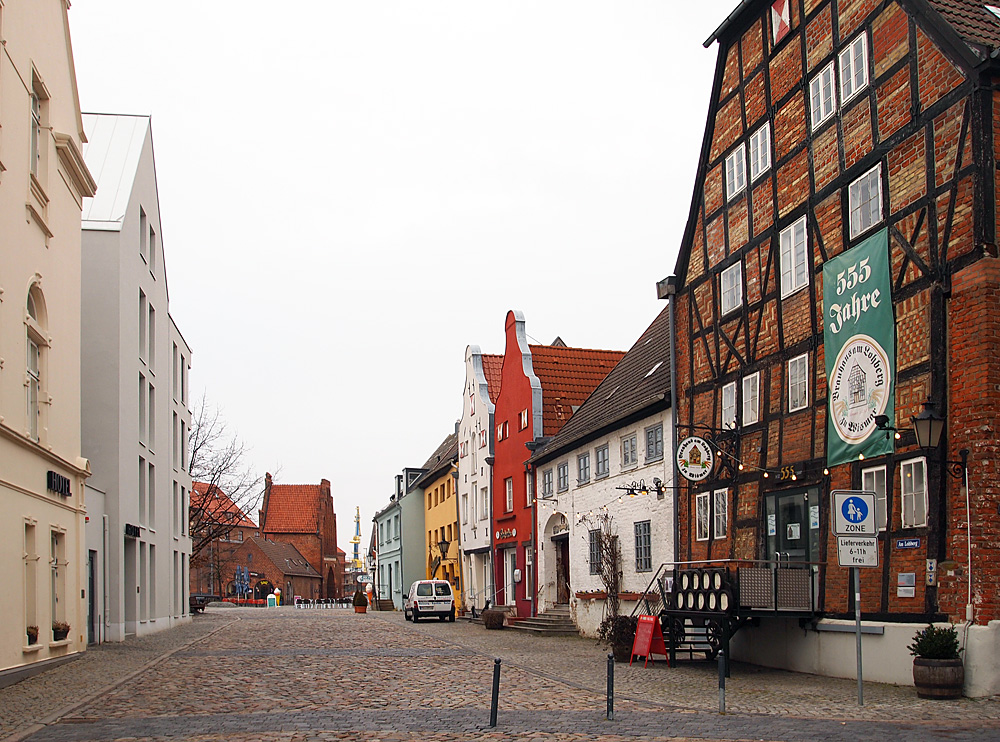
Straße von Süden
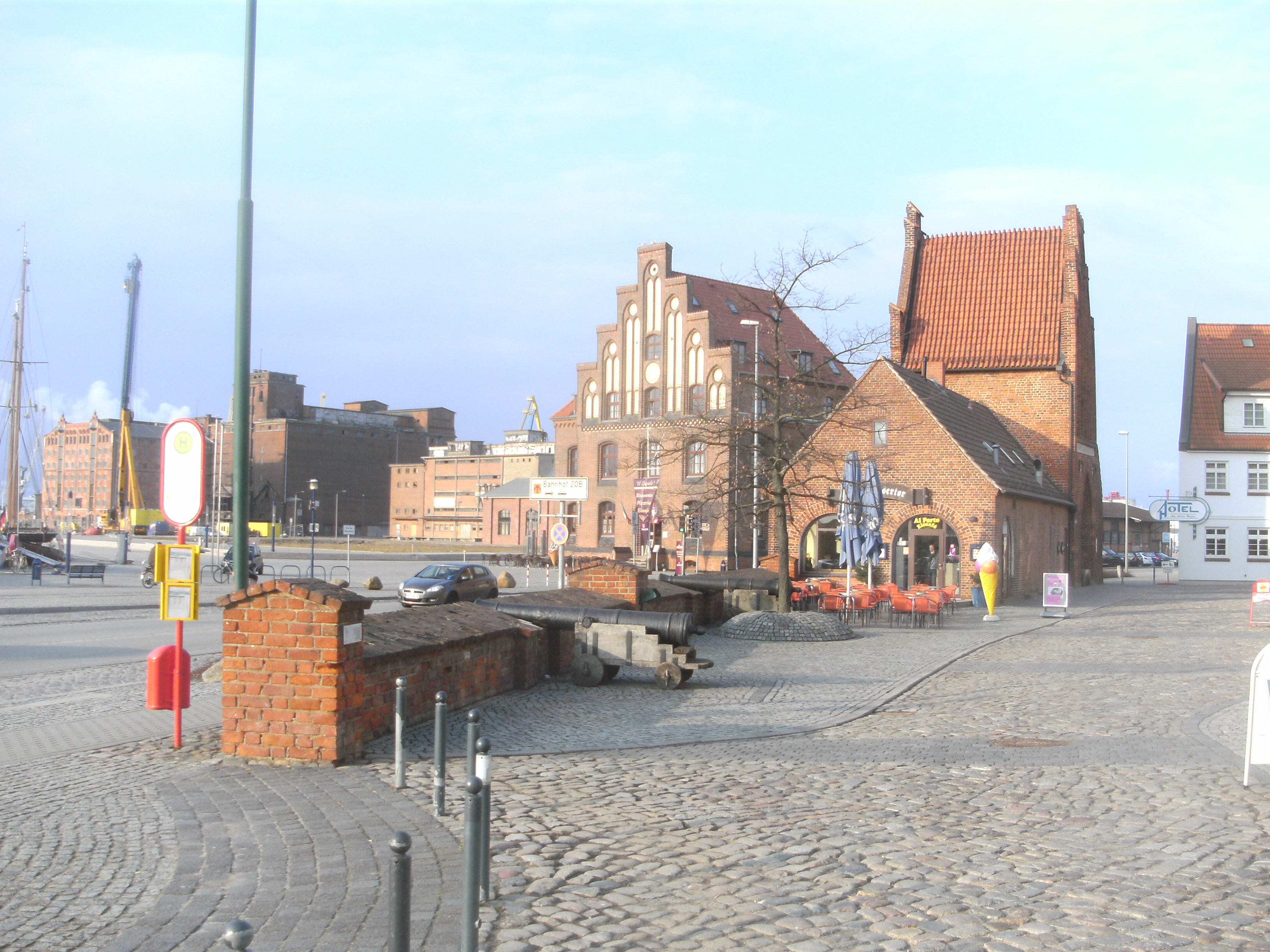
Wassertor, Zollhaus und Speicher
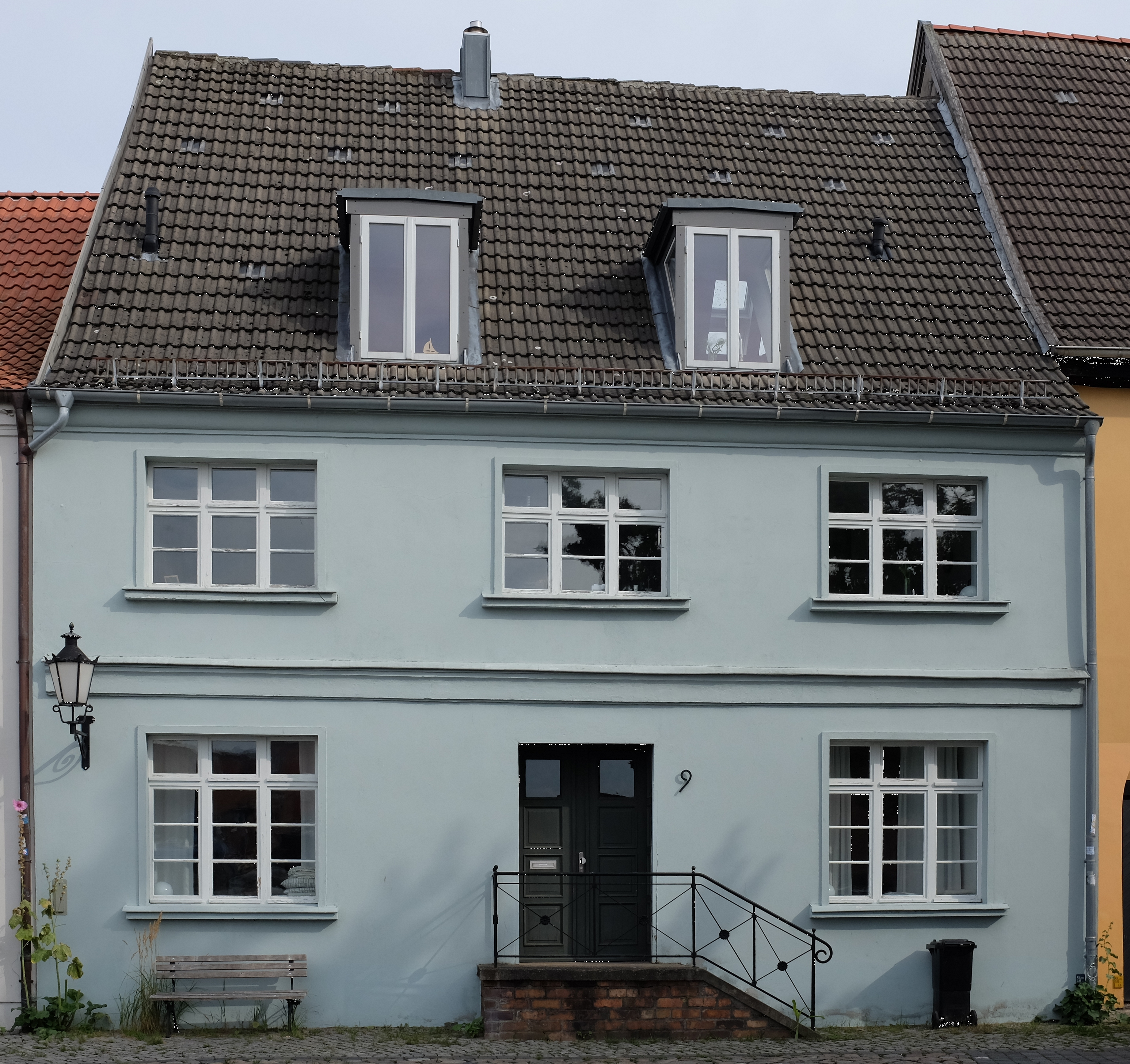
Nr. 9
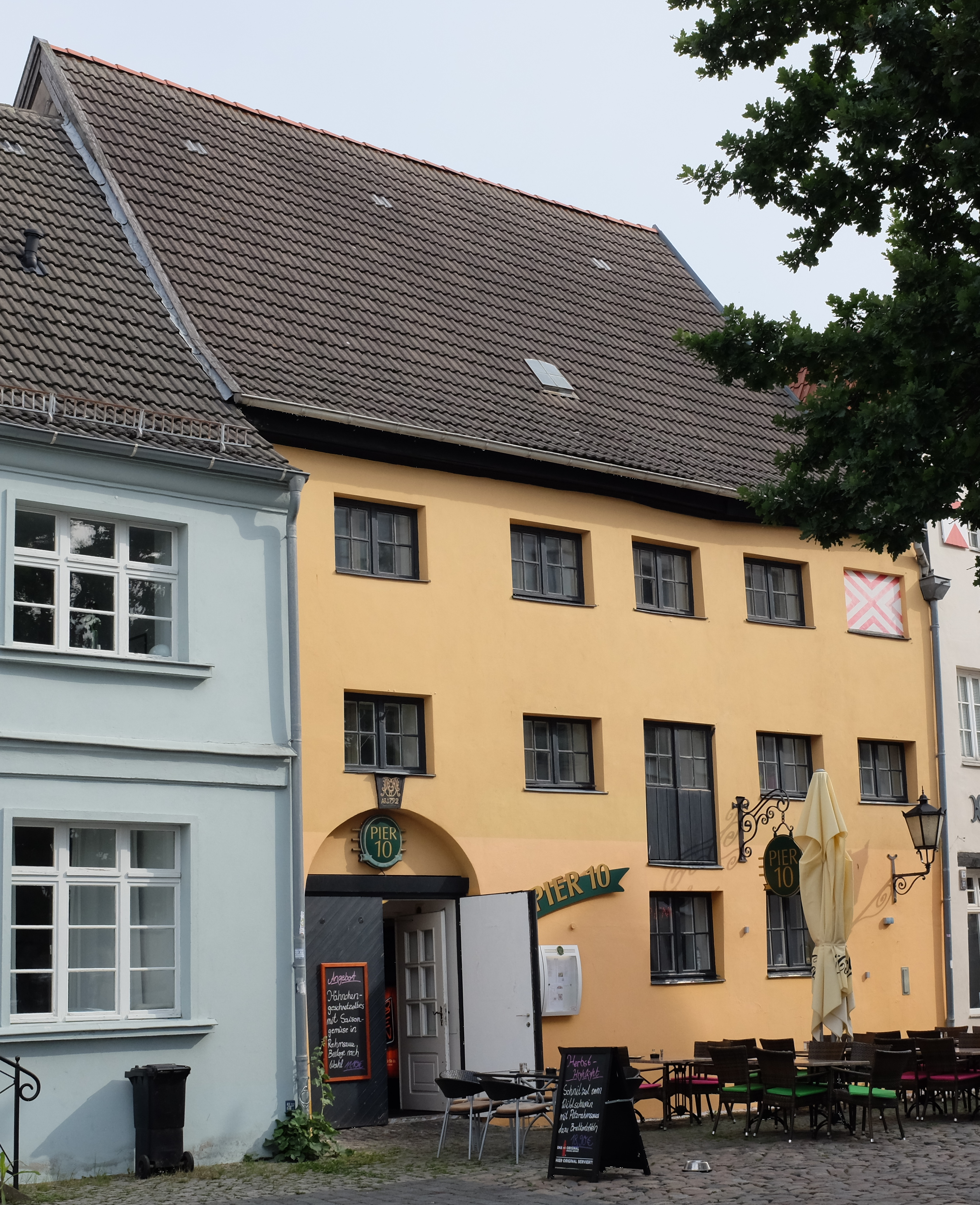
Nr. 10
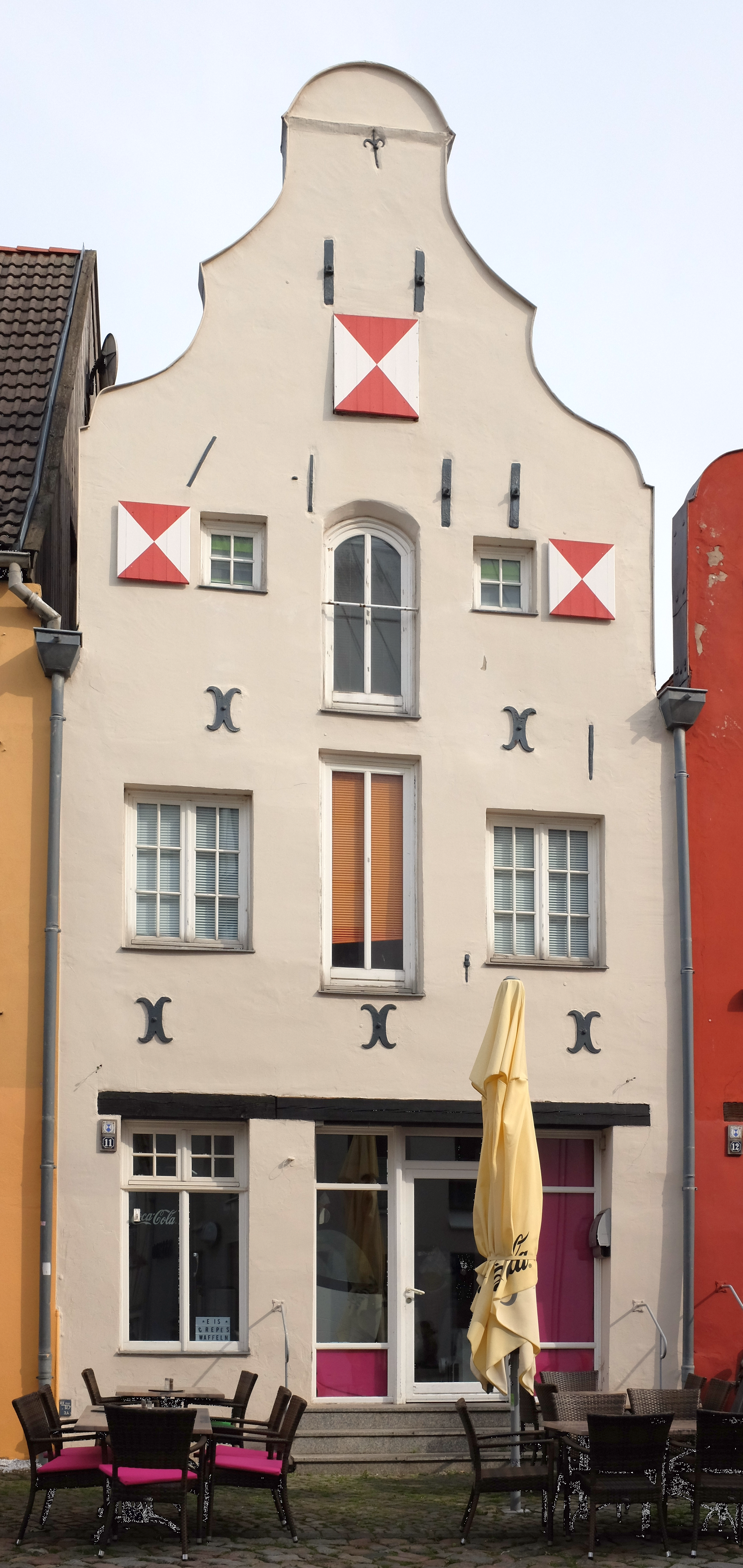
Nr. 11
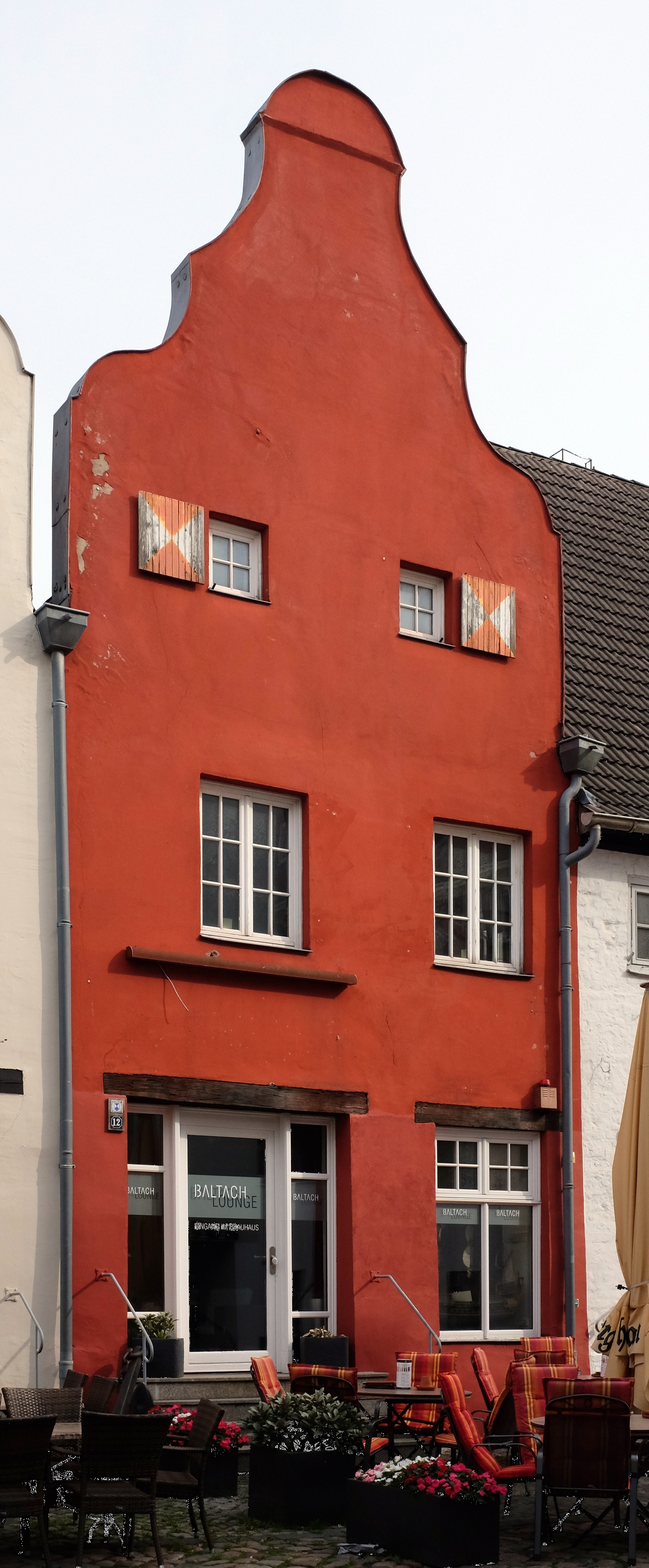
Nr. 12